# Хотомля (река)
Хотомля — река на Украине, в пределах Великобурлукского, Волчанского и Печенежского районов Харьковской области. Левый приток Северского Донца (бассейн Дона).

## Описание
Длина 38 км. Площадь водосборного бассейна 341 км². Уклон реки 1,9 м /км. Долина трапециевидная, асимметричная, шириной 1,0-1,5 км. Пойма двусторонняя, шириной до 0,5 км, затапливается во время характерных весенних наводнений. Русло слабоизвилистое. В верховьях построены пруды. Используется для орошения.

## Расположение
Река берёт начало в пгт. Приколотное. Течет преимущественно на юго-запад, в нижнем течении — на запад. Впадает в Северский Донец (в Печенежское водохранилище) на 881 км от его истока, у села Першотравневого.
Наибольший приток: Хотомелька (правый).
На реке расположено Приколотнянское водохранилище.